# Kilyana hendersoni
Espèce
Kilyana hendersoni est une espèce d'araignées aranéomorphes de la famille des Zoropsidae.

## Distribution
Cette espèce est endémique du Queensland en Australie. Elle se rencontre vers Brisbane à Upper Brookfield, sur les monts Mee et Nebo et sur le mont Glorious.

## Description
La carapace du mâle holotype mesure 5,28 mm de long sur 3,76 mm de large, son abdomen mesure 4,56 mm de long sur 3,12 mm de large. La carapace de la femelle paratype mesure 5,92 mm de long sur 4,64 mm de large, son abdomen mesure 8,48 mm de long sur 6,32 mm de large.

## Étymologie
Cette espèce est nommée en l'honneur de Ian Henderson.

## Publication originale
- Raven & Stumkat, 2005 : Revisions of Australian ground-hunting spiders: II. Zoropsidae (Lycosoidea: Araneae). Memoirs of the Queensland Museum, vol. 50, p. 347-423 (texte intégral).